# Anthony Michell
Anthony George Maldon Michell (21 de junio de 1870 - 17 de febrero de 1959) fue un ingeniero mecánico australiano. Inventó un tipo de cojinete de empuje de amplio uso, y el motor de levas que lleva su nombre, basado a su vez en el sistema de transmisión mecánico que ideó, conocido como plato cíclico. Su labor investigadora en el campo de la teoría de la lubricación le valió ser elegido Miembro de la Royal Society.

## Primeros años
Michell nació en Londres mientras sus padres realizaban una visita a Inglaterra desde Australia a la que habían emigrado 17 años antes. La familia regresó a Maldon (Victoria), en 1872, donde el joven Anthony asistió a una de las escuelas primarias estatales recién establecidas en la zona. Más tarde regresó a Inglaterra y asistió a la Perse Grammar School, mientras que su hermano mayor, John Henry, asistió al Trinity College (Cambridge). Al salir de la escuela, A.G.M. Michell se matriculó y pasó un año como estudiante no colegiado en Cambridge. En 1889, regresó a Australia y estudió ingeniería civil en la Universidad de Melbourne, graduándose en 1895. Durante los dos años siguientes obtuvo experiencia práctica en ingeniería estructural con la firma Johns and Waygood. Posteriormente, regresó a la Universidad y completó una Maestría en Ingeniería Civil en 1899.
Los siguientes años los pasó dedicado a la ingeniería hidráulica y no fue hasta principios de la década de 1900 que centró su atención en la teoría de la lubricación.

## El rodamiento de Michell

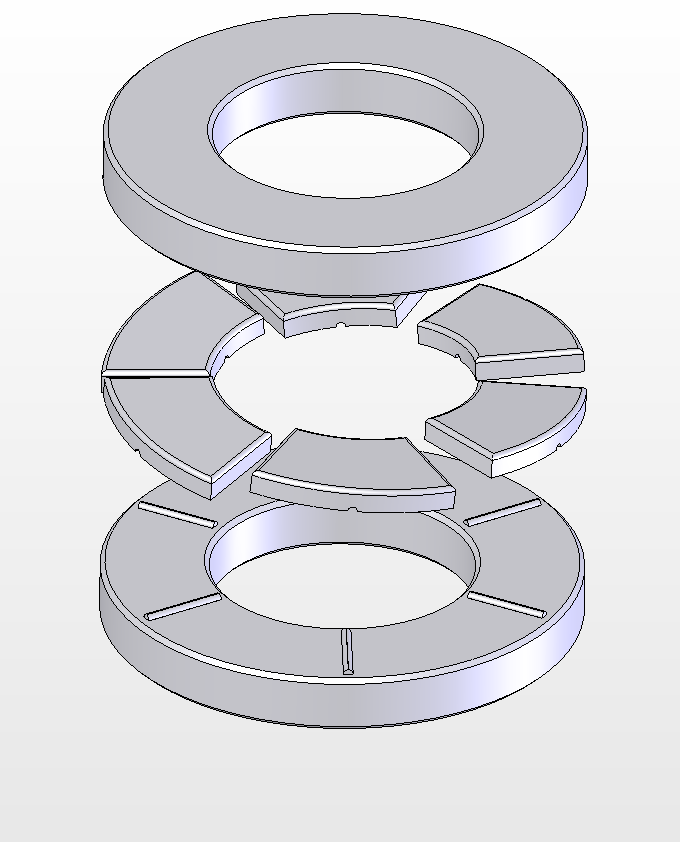
Vista despiezada de un cojinete de empuje tipo Michell. Téngase en cuenta que cada almohadilla con forma de sector puede pivotar sobre las crestas de la placa inferior

El principio de Michell, anteriormente conocido como película de lubricación, fue observado e investigado originalmente por Beauchamp Tower y Osborne Reynolds. Pasaron varios años antes de que sus teorías fueran puestas en práctica por A.G.M. Michell, quien demostró por primera vez cómo era posible aplicar lubricación de película a superficies de empuje planas y a cojinetes de muñón, y el resultado fue el cojinete Michell ahora ampliamente conocido y adoptado universalmente.
Como resultado del trabajo de investigación de Michell sobre las propiedades mecánicas de los líquidos y los estudios matemáticos de la viscosidad y lubricación del movimiento de los fluidos, se obtuvo una patente en Inglaterra y Australia el 16 de enero de 1905. En pocos años, su invención revolucionó por completo la tecnología de los cojinetes de empuje, particularmente en el campo de la propulsión marina y en las turbinas de vapor. Fue nombrado como uno de los 23 "Hombres de la Tribología" por Duncan Dowson.
La compañía Michell Bearings Limited  se estableció en Newcastle upon Tyne, Inglaterra, en 1920. Los principales accionistas en ese momento eran Vickers, Fairfield Rowan, John Brown Engineering y Cammell Laird.

## Optimización estructural
En 1904 Michell publicó un artículo sobre optimización estructural que es ampliamente considerado como el artículo fundamental en la disciplina. Desafortunadamente, la actividad en esta área solo comenzó a cobrar impulso medio siglo después, con la llegada de las computadoras electrónicas, y durante su vida Michell no habría sido consciente del impacto de su trabajo en este campo. Hoy en día, las estructuras óptimas a menudo se denominan celosías de Michell.

## Crankless Engines (Aust) Pty Ltd
En 1920, Michell formó la empresa Crankless Engines (literalmente, "Motores sin Cigüeñal") para desarrollar y fabricar motores con un sorprendente diseño, que eliminaba el cigüeñal que se encuentra en la mayoría de los motores automotrices y estacionarios. Los motores no requerían las bielas y los cojinetes que se encuentran en la mayoría de los motores y, como tales, podían ser más livianos y compactos.
Varias empresas disfrutaron de un modesto éxito comercial fabricando motores sin cigüeñal. Así, George Weymouth Co (Stroud, Inglaterra) fabricó propulsores sin cigüeñal, National Gas Co (Ashton, Inglaterra) fabricó motores de gas sin cigüeñal y Sterling Engine Co (Buffalo, EE. UU.) produjo motores diésel también sin cigüeñal.
La empresa Crankless Engines tenía un taller en el suburbio de Fitzroy en Melbourne. En el taller se construyeron al menos 55 máquinas sin cigüeñal, incluidas máquinas de vapor, motores de gas, compresores, bombas de agua, motores de automóviles, motores de aviones y propulsores de gas.
Dos empleados notables de la empresa fueron T.L. Sherman, que tenía registrada la Patente USPTO n.º 2475295 de un mecanismo sin cigüeñal, y Phil Irving, quien posteriormente se convertiría en un famoso ingeniero australiano de motocicletas en el mundo de las carreras.
Crankless Engines se declaró en quiebra en febrero de 1945.

## Años posteriores
En mayo de 1934, Michell fue elegido miembro de la Royal Society en el primer año de su nominación. En 1938, recibió la Medalla Kernot Memorial de la Universidad de Melbourne, otorgada por sus logros de ingeniería distinguidos en Australia. Recibió la Medalla James Watt Internacional en 1942 por nombramiento de la Institución de Ingenieros (Australia), el Instituto de Ingeniería de Canadá y la Institución de Ingenieros de Sudáfrica.
En 1950, a la edad de ochenta años, Michell publicó su excelente libro sobre lubricación. De estilo distintivo, el libro es amplio pero conciso, original y completo, y proporciona un buen punto de partida para los estudiantes de la materia.
Anthony George Maldon Michell era soltero y vivía en Prospect Hill Road, Camberwell, hasta su muerte en 1959 a la edad de ochenta y ocho años.
En 1978, la Institución de Ingenieros de Australia creó la medalla AGM Michell, que se otorga anualmente por un servicio destacado en el ejercicio de la ingeniería mecánica.